# USS Wayne E. Meyer (DDG-108)
USS Wayne E. Meyer (DDG-108) — 58-й эскадренный миноносец УРО из серии запланированных к 13 сентября 2002 года 62 эсминцев УРО типа «Арли Бёрк», строительство которых было одобрено Конгрессом США.
Эскадренный миноносец «Вейн Э. Мейер» назван в честь контр-адмирала Вэйна Мейера, более известного как «отца» программы «Иджис».